# Étang de Bois Rouge
L'étang de Bois Rouge est un plan d'eau côtier de l'île de La Réunion, un département d'outre-mer français dans l'océan Indien. Situé à une altitude d'un mètre sur le territoire de la commune de Saint-André, une commune de La Réunion dans le nord-est du territoire, il est long de plus d'un kilomètre et large de 450 mètres pour une superficie totale de cinq hectares.
Malgré cette petite taille, cet étang aux eaux saumâtres constitue l'un des principaux plans d'eau de l'île avec l'étang de Saint-Paul, le Grand Étang et l'étang du Gol. Il abrite de nombreuses espèces végétales et animales, parmi lesquelles la plante aquatique Cyperus expansus, dont on ne connaît qu'une seule autre station. Cela lui vaut d'être classé en réserve naturelle volontaire, entre décembre 1992 et la fin des années 2000.

## Situation et climat
L'étang de Bois Rouge est un plan d'eau de La Réunion, une île de l'océan Indien qui relève de l'archipel des Mascareignes et constitue à la fois un département d'outre-mer français et une région ultrapériphérique de l'Union européenne. Il est situé sur la côte nord-est de l'île entre l'embouchure de la rivière Saint-Jean et celle de la rivière du Mât, respectivement plus à l'ouest et au sud-est.
Le centre de l'étang se trouve à seulement deux kilomètres à vol d'oiseau du premier fleuve, qui s'écoule vers le nord-ouest avant de bifurquer vers le nord. Ses berges les plus orientales sont quant à elles à environ 1 300 mètres du cours d'eau.
D'un point de vue administratif, les coordonnées géographiques de l'étang de Bois Rouge le placent sur le territoire de la commune de Saint-André, une commune de La Réunion parmi les plus peuplées, puisqu'elle compte plus de 50 000 habitants d'après l'Institut national de la statistique et des études économiques. Il se trouve en fait dans le coin nord-ouest de cette commune, la rivière Saint-Jean constituant sa frontière avec sa voisine occidentale, Sainte-Suzanne.

## Topologie et hydrographie

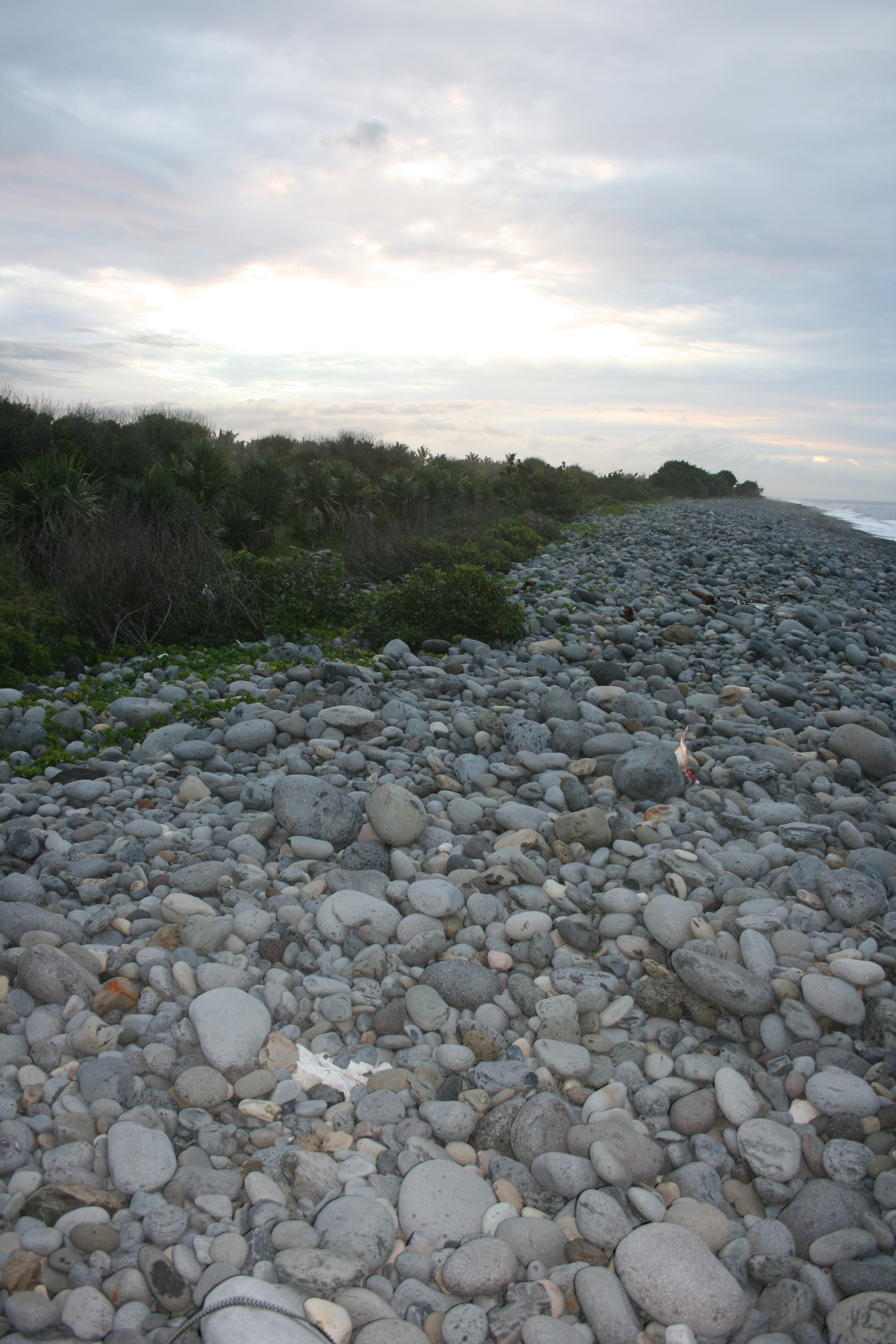
La côte en galets à hauteur du parc du Colosse et en direction de l'étang de Bois Rouge.

L'étang de Bois Rouge est sis sur une plaine de la côte-au-vent que l'on appelle plaine de Bois Rouge et qui s'étend de Sainte-Suzanne à Saint-André. Cet espace résulte du colmatage d'une ancienne baie par des alluvions fines que les forages ont permis d'identifier comme étant des limons organiques noirs. Il conserve depuis lors un comportement marécageux qui fait que l'étang de Bois Rouge est en relation hydraulique avec l'océan.
L'étang est alimenté par des sources, et non par la rivière Saint-Jean, qui est pérenne. De plus, il se prolonge jusqu'au « petit l'étang » aujourd'hui appelé parc du Colosse, ce qui amène sa longueur à près de 2 kilomètres.

## Flore

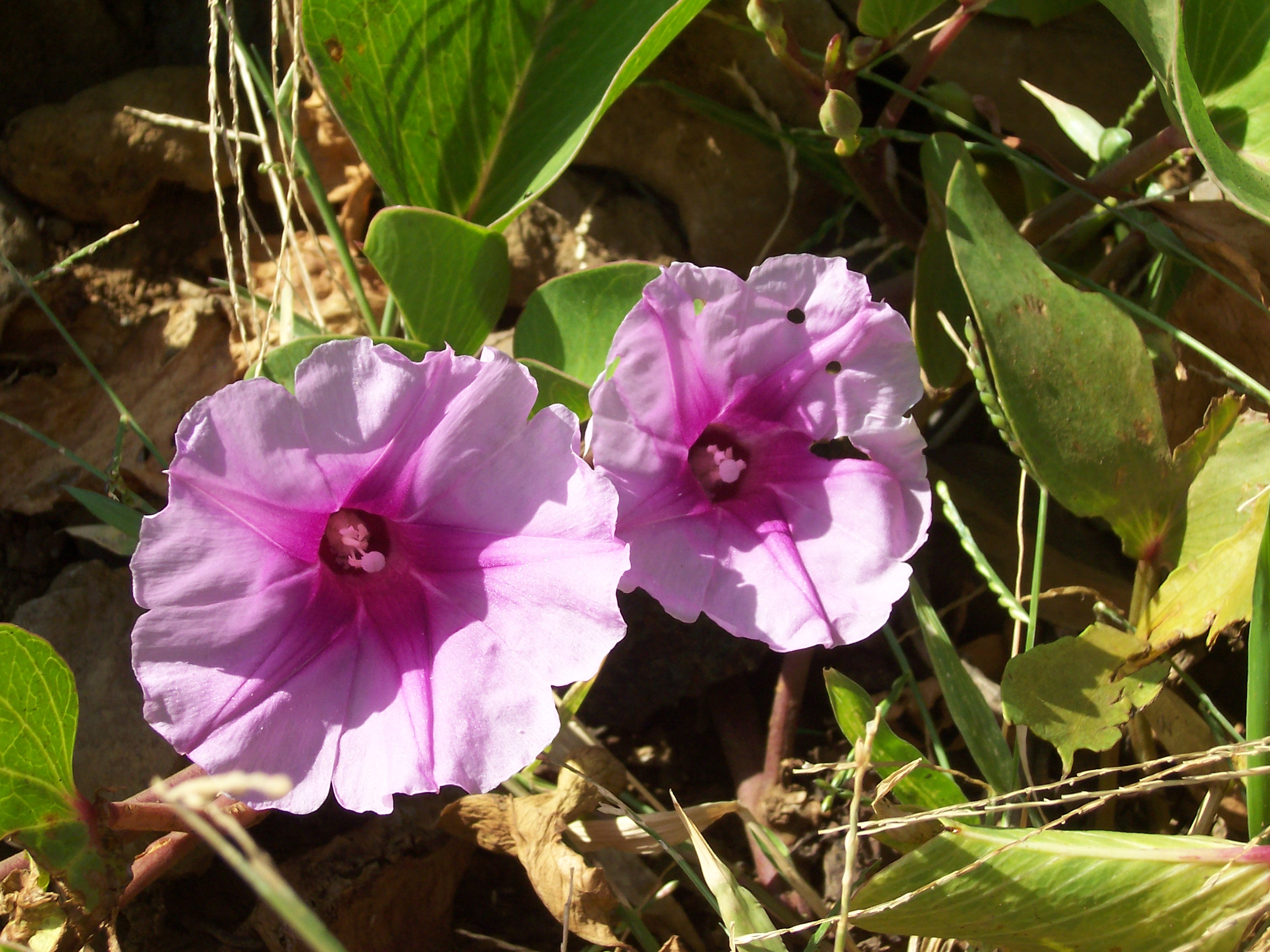
Fleurs de patate à Durand ailleurs à La Réunion.

L'étang de Bois Rouge constitue l'une des trois zones humides littorales principales de La Réunion, les deux autres étant l'étang de Saint-Paul à Saint-Paul et l'étang du Gol entre L'Étang-Salé et Saint-Louis.
Il est formé de prairies aquatiques, de vasières et de zones périodiquement inondées. À ce titre, il présente un intérêt paysager exceptionnel, d'autant que ses berges sont localement boisées.
La végétation de l'étang de Bois Rouge est une végétation marécageuse composée d'hydrophytes immergées ou flottantes et d'une prairie de Cyperus expansus constituant l'une des deux seules stations connues de cette espèce de jonc endémique de La Réunion, l'autre étant la rivière Sainte-Suzanne, dont l'embouchure est plus à l'est.
On trouve près de l'étang de nombreux représentants de la végétation tropicale, en particulier Alternanthera sessilis, Ambrosia tenuifolia, Asystasia gangetica, Brachiaria mutica, Centella asiatica, Chloris barbata, Colocasia esculenta, Commelina diffusa, Crotalaria retusa, Eclipta prostrata, Eichhornia crassipes, Hylocereus undatus, Ipomoea aquatica, Ipomoea pes-caprae, Ludwigia octovalvis, Macroptilium atropurpureum, Opuntia vulgaris, Pistia stratiotes, Plygonum senegalense, Schinus terebinthifolius, Stenotaphrum dimidiatum, Striga asiatica, Thunbergia laevis, Tridax procumbens, Typha domingensis.
À ces espèces s'ajoutent des taxons indigènes, dont Paspalidium geminatum et plusieurs espèces de Cyperus comme Cyperus articulatus et Cyperus papyrus.

## Faune

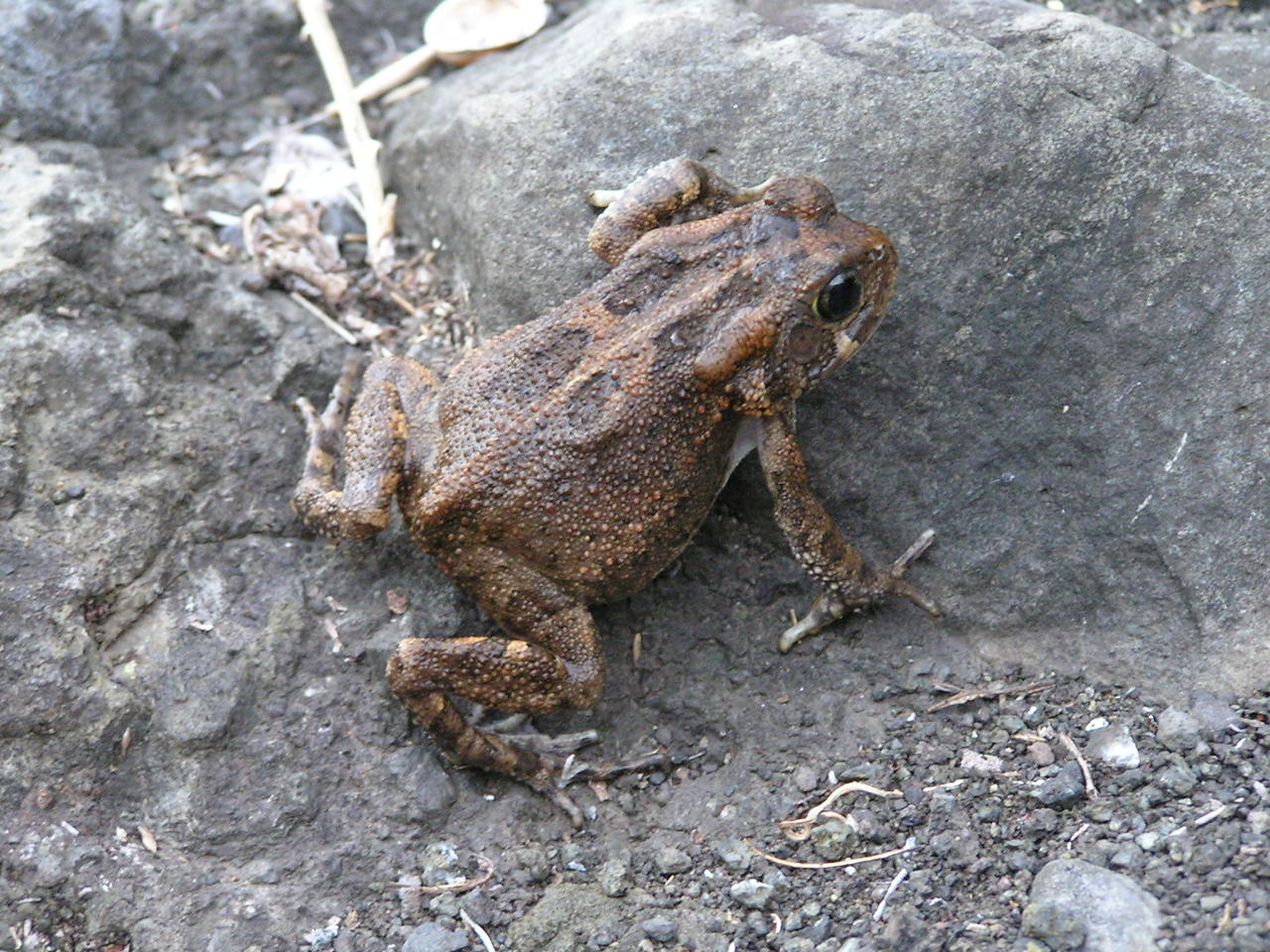
Un crapaud guttural photographié ailleurs à La Réunion.

L'étang de Bois Rouge abrite de nombreuses espèces animales, à commencer par des mollusques comme Neritina gagates, qui consomme les algues du plan d'eau. Il s'accompagne de plusieurs espèces des genres carnivores Plotia et Thiara ainsi que de Melanoides tuberculata, qui est molluscophage, tout comme les vers Glossiphonia. On y trouve également plusieurs espèces de crustacés détritivores, notamment Macrobrachium australe et plusieurs représentants du genre Gammarus.
L'étang abrite également de nombreux insectes, notamment des mantes religieuses, des sauterelles, des libellules et demoiselles. Elles cohabitent avec plusieurs espèces de mouches, de moucherons du genre Chironomus ainsi que d'hétéroptères du genre Mesovelia. Ces insectes entrent dans le régime alimentaire des amphibiens présents dans l'étang, soient Bufo gutturalis et Ptychadena mascareniensis.
Les poissons sont représentés par Oreochromis niloticus, Eleotris fusca, Eleotris mauritianus et Gambusia affinis. Les reptiles le sont par le caméléon Furcifer pardalis, l'agame Calotes versicolor, plusieurs espèces de geckos Hemidactylus frenatus, Gehyra mutilata, Hemiphyllodactylus typus, la couleuvre Lycodon aulicus, tandis que les mammifères présents sont Rattus norvegicus et Suncus murinus.
L'avifaune aquatique est constituée de gallinules, de hérons striés et de francolins. On trouve également près de l'étang des cailles Coturnix. En outre, il est également fréquenté par les papangues.

## Histoire

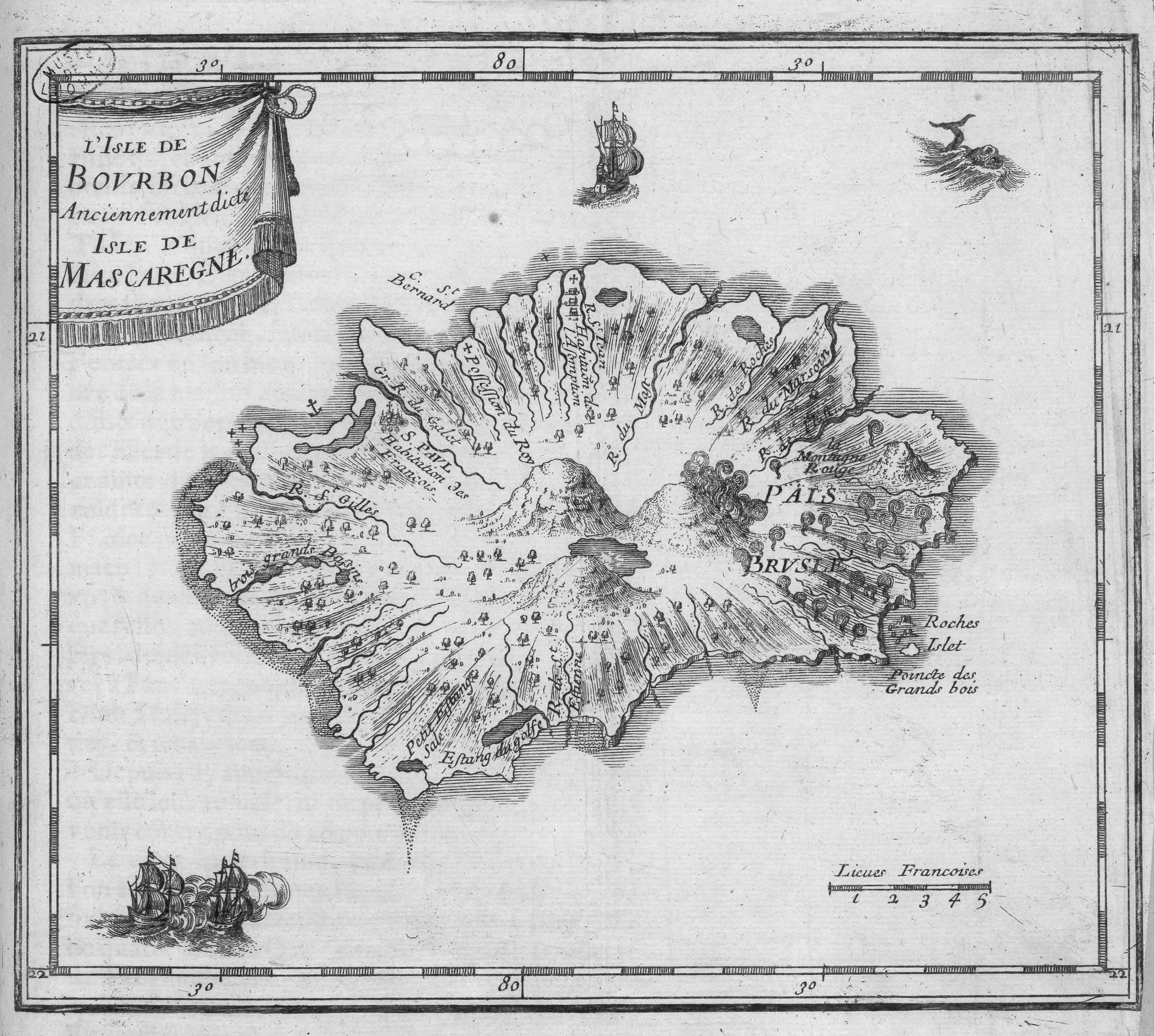
Carte géographique de La Réunion datant de 1661 sur laquelle figure déjà l'étang de Bois Rouge.

L'histoire de l'étang de Bois Rouge est mal connue, bien qu'il ait été rapidement découvert au début du peuplement de La Réunion. Il figure ainsi sur une carte géographique de 1661.

## Menaces et protection
L'étang de Bois Rouge forme une réserve naturelle volontaire, depuis son classement à la demande de son propriétaire par un arrêté du préfet de La Réunion le 4 décembre 1992 en Zone naturelle d'intérêt écologique, faunistique et floristique de type II. Sa gestion est assurée par son propriétaire en accord avec le conseil régional de La Réunion.